# Werner Mölders
Werner Mölders (Gelsenkirchen, 18 de março de 1913 — Breslau, 22 de novembro de 1941) foi um piloto alemão da Luftwaffe durante a Alemanha Nazi que alcançou o nível de ás da aviação na Guerra Civil Espanhola e na Segunda Guerra Mundial. Mölders foi o primeiro da história da aviação a conseguir mais de 100 vitórias (ou seja, ao destruir 100 aeronaves inimigas), tendo voado mais 400 missões de combate (das quais 100 em Espanha), onde obteve 115 vitórias confirmadas, tornando-se um dos militares mais condecorados da sua época.
Mölders entrou na Luftwaffe em 1934, aos 21 anos. Em 1938, voluntariou-se para a Legião Condor, que apoiou os nacionalistas do General Francisco Franco na Guerra Civil Espanhola, e abateu 15 aviões. Na Segunda Guerra Mundial, apesar de perder dois asas na Batalha de França e na Batalha da Grã-Bretanha, abateu 53 aviões inimigos. Contando com 68 vitórias, Mölders e a sua unidade, a Jagdgeschwader 51 (JG 51), foram transferidos para a Frente Oriental em junho de 1941 para o início da Operação Barbarossa. A 22 de Junho de 1941, o primeiro dia do ataque à União Soviética, ele havia acrescentado mais quatro vitórias para o seu registo e, uma semana depois, Mölders superou recorde de Manfred von Richthofen com 80 vitórias. Por volta de julho, já havia alcançado uma centena.
Impedido de continuar a pilotar por motivos de segurança e propaganda, aos 28 anos foi promovido a Coronel e nomeado Inspector de Caças. Em novembro de 1941, quando inspeccionava unidades da Luftwaffe estacionadas na Crimeia, foi chamado a Berlim para comparecer ao funeral de Ernst Udet, general e antigo ás da aviação na Primeira Grande Guerra. No voo para Berlim, o Heinkel He 111, no qual viajava como passageiro, deparou-se com uma tempestade com trovoada, durante a qual os motores falharam; ao tentar efectuar uma aterragem de emergência a aeronave caiu em Breslau, tendo Mölders perecido juntamente com outros dois tripulantes.
Tanto a Wehrmacht durante o Terceiro Reich como a Bunderwehr da República Federal Alemã honraram Mölders ao baptizar duas asas de caças, um caça-pesado e um quartel com o seu nome. Contudo, em 1998, o Parlamento Alemão decidiu que membros da Legião Condor não deveriam receber qualquer tipo de honra, ao que, em 2005, o Ministério da Defesa da Alemanha decidiu remover o nome "Mölders" da asa de caças que ostentava o seu nome.

## Juventude e educação
Mölders nasceu em Gelsenkirchen no dia 18 de março de 1913, filho do professor Viktor Mölders e sua esposa Annemarie Mölders. Era o terceiro de quatro filhos com uma irmã mais velha, Anemarie, um irmão mais velho, Hans, e um irmão mais novo, Victor. Após o seu pai, Tenente da reserva do Regimento de Infantaria Real N.º 145, ser morto em combate em 2 de Março de 1915 na Floresta de Argonne, na França, a sua mãe pegou na família e foram todos para a casa dos avós maternos em Brandenburg an der Havel.
Em Brandenburg, Mölders encontrou uma figura paternal no capelão Erich Klawitter, que incutiu fortes convicções religiosas no jovem. Entre 1919 e 1931 Mölders frequentou a escola primária e, a seguir, uma escola secundária. Enquanto estudante descobriu uma paixão por desportos aquáticos, em especial pelo remo. Juntou-se a dois clubes de remo, o primeiro Saldria-Brandenburg e o segundo Brandenburger Ruderclub, nos quais alcançou algum sucesso em várias competições. Foi também membro da Bund Neudeutschland in der katholischen Jugendbewegung, uma organização católica de jovens. Graduou-se no início de 1931, recebendo o seu diploma, e expressava o desejo de se tornar um oficial das forças armadas.

## Início de carreira
Mölders juntou-se ao Regimento de Infantaria N.º 2 da Reichwehr em Allenstein, na Prússia Oriental, no dia 1 de abril de 1931, servindo como um cadete de infantaria. Obteve a patente de Fahnenjunker-Gefreiter a 1 de outubro de 1931, e subiu para Fahnenjunker-Unteroffizier a 1 de abril de 1932. Após completar a instrução militar em outubro de 1932, foi transferido para a Kriegsschule Dresden (em português: Escola Militar de Dresden). No dia 1 de junho de 1933 completou o seu treino militar, em Dresden, sendo promovido. Foi novamente transferido, desta vez para Munique. Durante os seus anos de treino, Mölders tentou persuadir os seus superiores que o seu sonho era voar, e conseguiu voluntariar-se para instrução e treino de voo, contudo foi declarado inapto para voar. Voltou a tentar uma segunda vez e foi-lhe dada permissão condicional.
Depois de ser promovido a Oberfähnrich no dia 1 de fevereiro de 1934, Mölders começou o seu treino de pilotagem na Deutsche Verkehrsfliegerschule, em Cottbus, treino este que decorreu entre 6 de fevereiro de 1934 e 31 de dezembro de 1934. No dia 1 de março de 1934 é promovido a Leutnant e destacado para de juntar à recém-formada Luftwaffe. Na fase inicial do seu treino de pilotagem, sofreu várias vezes de náuseas e vómitos, contudo conseguiu ultrapassar estes problemas e terminou o curso como o melhor da sua classe. A fase seguinte do seu treino decorreu entre 1 de janeiro e 30 de junho de 1935, na Escola de Voo de Combate em Tutow, e na Jagdfliegerschule em Munique. Recebeu o seu Distintivo de Piloto da Luftwaffe no dia 21 de maio de 1935.
A 1 de Julho de 1935, o Leutnant Mölders foi colocado na I./JG 162 Immelmann. A 7 de Março de 1936, durante a Remilitarização da Renânia, Mölders e a sua Staffel voaram de Lippstadt, através do Vale do Ruhr, até Düsseldorf. Durante este período, Mölders conheceu Luise Baldauf, com quem iria casar alguns anos mais tarde, pouco antes de falecer. No dia 20 de abril de 1936, dia do aniversário de Adolf Hitler, muitos militares foram promovidos, e Mölders avançou para Oberleutnant. Passou pela Jagdgeschwader 134, onde foi influenciado pelo Major Theo Osterkamp, na altura comandante da asa. A 15 de Março de 1937 viria a ser nomeado Staffelkapitän da I./JG 334, servindo também como instrutor em Wiesbaden.

## Legião Condor

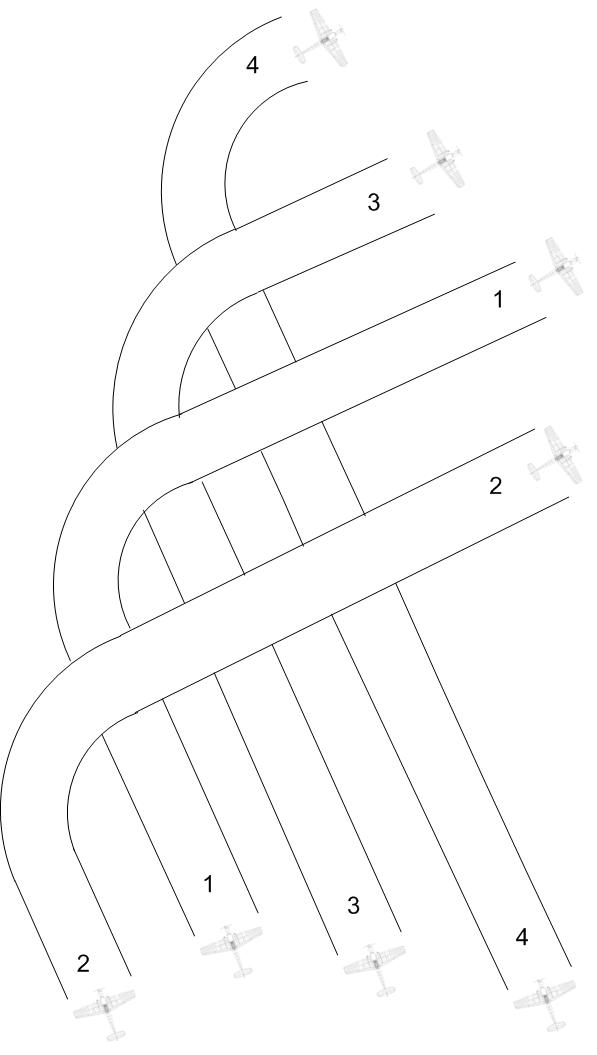
Formação Schwarm a executar uma curva à direita

Em 1936, a Alemanha enviou uma força da Luftwaffe para a Espanha, a Legião Condor, cujo objectivo era apoiar os nacionalistas na Guerra Civil Espanhola. Mölders voluntariou-se para este serviço, e chegou a Espanha por meio de uma embarcação, em Cadis, a 14 de abril de 1938. Foi destacado para o 3º Esquadrão do Jagdgruppe 88, comandado pelo então Oberleutnant Adolf Galland. Esta unidade, estacionada em Valência, estava equipada com o Heinkel He 51, mas muito rapidamente começou a usar o Messerschmitt Bf 109. Mölders assumiu o comando do esquadrão a 24 de Maio de 1938, quando Galland regressou à Alemanha. Alcançou a sua primeira vitória aérea ao abater um Polikarpov I-15, perto de Algar, no dia 15 de Julho de 1938. Durante os restantes meses da guerra civil, Mölders tornou-se no maior ás da Legião Condor, com um total de 15 aeronaves abatidas: dois I-15, doze I-16 e um Tupolev SB (um dos I-16 abatidos não pôde ser confirmado).
Em reconhecimento pela performance excepcional como comandante e piloto, Mölders foi promovido a Capitão no dia 18 de Outubro de 1938, abatendo a 14º aeronave inimiga confirmada a 3 de Novembro de 1938, regressando à Alemanha a 5 de Dezembro de 1938. De 6 de Dezembro até Março de 1939, Mölders tornou-se piloto da 1./JG 133 e assumiu funções na equipa do Inspector de Caças no Reichsluftfahrtministerium, em Berlim; a sua tarefa na equipa era a de aconselhar relativamente a novas tácticas de combate aéreo. Em março de 1939 assumiu o comando do 1./JG 133, rendendo o Oberleutnant Hubertus von Bonin. A Jagdgeschwader 133 foi mais tarde rebaptizada Jagdgeschwader 53 Pik As (em português: Ás de Espadas).
Pela sua prestação de serviço em Espanha, Mölders foi condecorado com a Medalla de la Campaña e com a Medalla Militar a 4 de maio de 1939, e posteriormente com a Cruz Espanhola em Ouro com Espadas e Diamantes, no dia 6 de junho de 1939. Neste mesmo dia, a Legião Condor regressou oficialmente à Alemanha, em Berlim, onde decorreu uma marcha militar em que os mortos em combate foram honrados. Um banquete de estado foi organizado, dentro da Chancelaria do Reich, para os militar mais condecorados, onde Mölders sentou-se na mesa n.º 1 com os seguintes militares: General der Flieger Hugo Sperrle, General Don Antonio Aranda, General Gonzalo Queipo de Llano, Oberst Walter Warlimont, Oberstleutnant von Donat, Leutnant Reinhard Seiler e Oberfeldwebel Ignatz Prestele.

### Inovações tácticas
Juntamente com outros aviadores em Espanha, Mölders desenvolveu uma formação denominada "Finger-four". Isto melhorou a perspectiva do campo de batalha, a flexibilidade de combate aéreo das unidades de caças, aumentou a protecção mútua dos pilotos e encorajou os mesmos em termos de agressividade e iniciativa. Na táctica finger-four, as aeronaves assumiam posições comparativamente aos dedos de uma mão. Os pilotos podiam voar em dois formatos: em Rotten (duas aeronaves), ou em Schwarm (um par de duas aeronaves, ou seja, dois Rotten).
A Mölders é frequentemente atribuído o título de inventor desta táctica. Uma versão anterior desta manobra (uma formação de aeronaves em "V"), apareceu no Manual de Treino de 1922 da Real Força Aérea (RAF), e a manobra pode mesmo ter sido usada por volta de 1918. Contudo, havia caído em desuso devido à dificuldade de realização por parte de várias aeronaves que voavam muito perto umas das outras. Com o aumento da distância para 550 metros entre aeronaves, o J 88 adquiriu espaço para realizar a manobra em segurança e multiplicar os pontos fortes das suas formações.

## Segunda Guerra Mundial

### Guerra de Mentira e Batalha de França
Quando a Segunda Guerra Mundial se iniciou, no dia 1 de setembro de 1939, o esquadrão de Mölders estava estacionado na fronteira ocidental da Alemanha, a proteger a região de Mosel-Saar-Pfalz. No dia 8 de setembro de 1939 o motor do caça de Mölders falhou, forçando-o a aterrar de emergência, tendo a aeronave virado ao contrário; sobreviveu, mas ficou ferido nas costas. Este ferimento impediu-o de voar durante os dias que se seguiram. Voltou a voar no dia 19 de setembro e, no dia seguinte, enquanto voava entre Contz e Sierck, na zona das três fronteiras, abateu a sua primeira aeronave inimiga da guerra, um Curtiss P-36 pilotado por um francês. Graças a isto, foi condecorado com a Cruz de Ferro de 2ª Classe.
No dia 26 de setembro de 1939, a JG 53 foi instruída a forçar o seu III. Gruppe. Mölders relegou ao comando da 1./JG 53, passando-o ao Oberleutnant Hans-Karl Mayer, e foi organizar a formação do III./JG 53 em Wiesbaden–Erbenheim: em duas semanas, o Gruppenkommandeur Mölders reportava que o Gruppe estava operacional e pronto para acção, com 40 pilotos e 48 aeronaves.
A 22 de Dezembro, Mölders, liderando quatro aviões Bf 109 do III./JG 53, deparou-se com três aviões Hawker Hurricane sob o Rio Saar, entre Metz e Thionville, que tentavam interceptar uma aeronave não identificada. Mölders e Hans von Hahn abateram dois aviões, pilotados pelos sargentos R.M. Perry e J. Winn, tornando-se os primeiros pilotos alemães a abater um Hawker Hurricane. Mölders abateu outro Hurricane a 2 de abril, ao forçar o Lieutenant C.D. "Pussy" Palmer do Esquadrão N.º 1 da RAF a bater em retirada; a 20 de abril, destruiu um Curtiss P-36 a este de Saarbrücken.

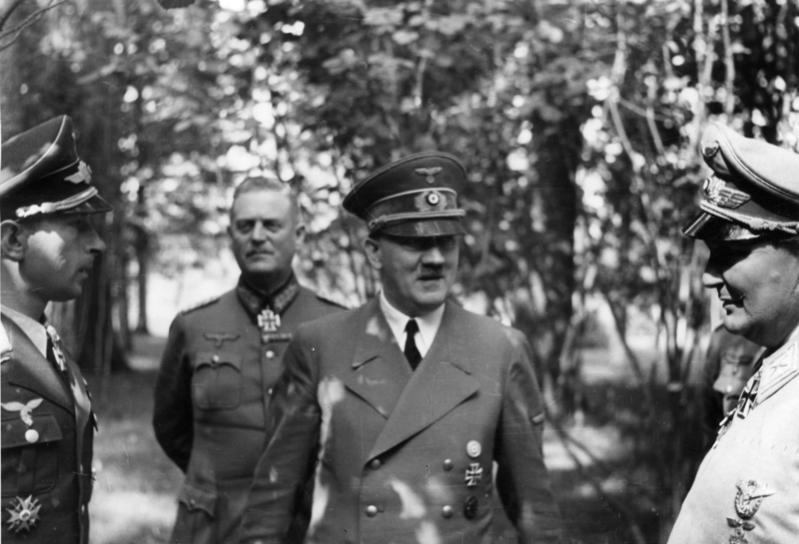
Da esquerda para a direita: Mölders, Keitel, Hitler e Göring

Por esta altura a Guerra de Mentira estava terminada e, no início da Batalha de França, Mölders já tinha um total de 9 vitórias na Frente Ocidental. Este número incluía um Bristol Blenheim, dois Curtiss P-36, dois Morane-Saulnier M.S.406 e quatro Hawker Hurricane. A 14 de Maio, enquanto se preparava para atacar bombardeiros inimigos na Batalha de Sedan, Mölders foi abatido, mas conseguiu sobreviver sem ferimentos. Ele alcançou a sua 19ª vitória no dia 27 de maio de 1940, abatendo dois Curtis 15 km a sudeste de Aimens. Consequentemente, tornou-se o primeiro piloto de caças a ser condecorado com a Cruz de Cavaleiro da Cruz de Ferro e, a 29 de maio de 1940, foi mencionado na Wehrmachtbericht, a primeira de onze menções do tipo.
No dia 5 de Junho de 1940, na sua 133ª missão de combate da guerra, entrando em combate pela 32ª vez, Mölders é abatido perto de Compiègne por volta das 18h40 pelo piloto francês René Pomier-Layrargues, que pilotava um Dewoitine D.520 da Força Aérea Francesa. Mölders é feito prisioneiro e, três semanas depois, é libertado devido à rendição francesa. Enquanto esteve preso, Mölders pediu para cumprimentar o piloto que o havia abatido, e veio a saber que Pomier-Layrargues faleceu ao ser abatido 30 minutos depois. A sua experiência enquanto prisioneiro foi difícil; sofreu escoriações na sua face e a sua Cruz de Cavaleiro foi-lhe roubada. Um oficial francês, o Capitão Giron, interveio, assegurou que ele era tratado com respeito e devolveu-lhe a medalha. Quando, mais tarde, um soldado francês foi condenado à morte pelos alemães por ter agredido Mölders, Mölders pediu clemência a Hermann Göring, pedido esse que foi aceite.

### Batalha da Grã-Bretanha

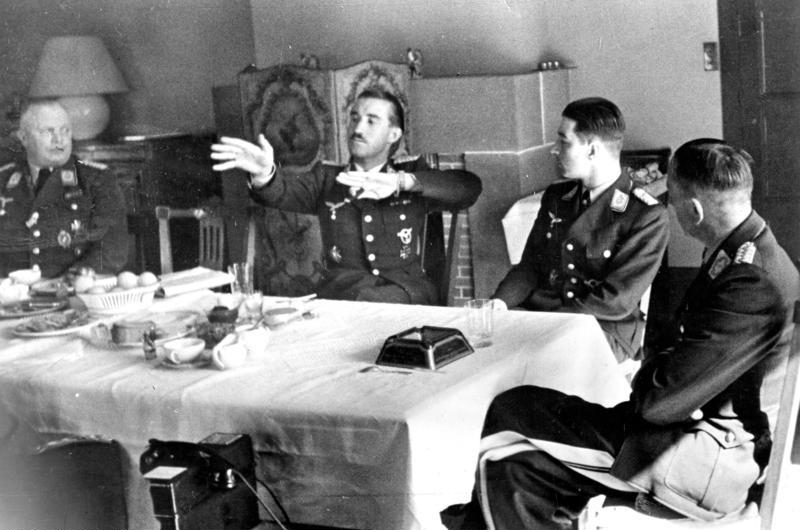
Aniversário de Theo Osterkamp no dia 15 de Abril de 1941, em Le Touquet, na frente do Canal da Mancha.Da esquerda para a direita: Major Dr. Wenzel (ajudante de Mölders), Adolf Galland, Werner Mölders and Theo Osterkamp. Galland aparece na foto a descrever um combate aéreo

Após regressar à Alemanha, Mölders é promovido a Major no dia 19 de Julho de 1940, e no dia seguinte assumiu o comando da Jagdgeschwader 51, dado que o anterior comandante, Theo Osterkamp, havia sido promovido a Major-general. Na altura, a JG 51 estava estacionada em Saint-Inglevert, na França. Mölders voou a sua primeira missão de combate na JG 51 no dia 28 de Julho, atacando um Supermarine Spitfire do Esquadrão N.º 41 da RAF. Nesta missão, de acordo com a lenda, Mölders foi atingido num combate aéreo nos céus de Dover pelo às sul-africano Sailor Malan, sustendo três ferimentos na perna, um no joelho e um no pé esquerdo. O Oberleutnant Richard Leppla abateu o Spitfire, e Mölders pôde efectuar uma aterragem de emergência em Wissant, na França. Pesquisas recentes sugerem que Mölders foi de facto ferido, mas por John Terence Webster, que pilotava um Spitfire do Esquadrão N.º 41. Webster foi morto em combate no dia 5 de setembro de 1940. As feridas de Mölders, embora não fossem severas, impediram-no de voltar a pilotar durante 30 dias. O Major-general Osterkamp comandou a asa até Mölders voltar ao serviço. A 7 de Agosto de 1940, Mölders regressou à Geschwader sem alta médica para combater, para participar na operação Adlertag. Adolf Hitler havia emitido a Directiva do Führer N.º 17 ano dia 1 de agosto de 1940, que consistia num objectivo estratégico para subjugar a Real Força Aérea, estabelecer supremacia aérea e criar condições para a Operação Leão Marinho, uma invasão anfíbia da Grã-Bretanha.

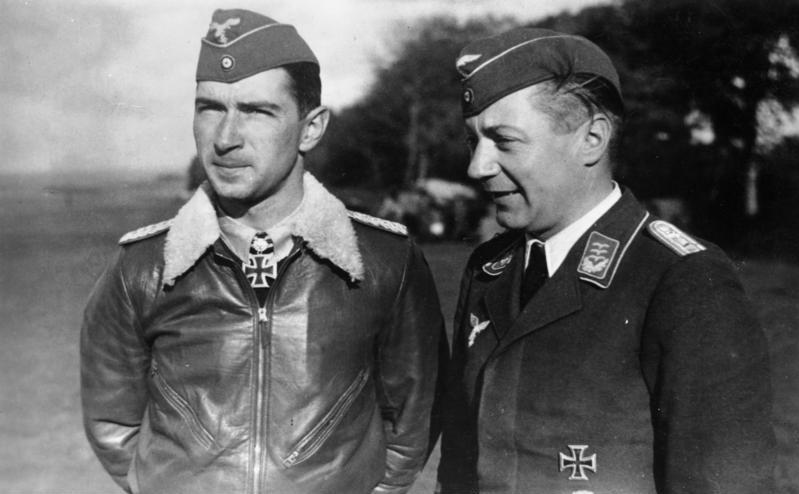
Mölders com Arthur Laumann em Setembro de 1940

Mölders voltou a estar apto para pilotar e voou as duas missões de combate seguintes no dia 28 de Agosto de 1940. O seu asa, o Oberleutnant Kircheis, foi abatido e feito prisioneiro durante uma destas missões; devido a isto, o Oberleutnant Georg Claus tomou o lugar de asa. Mölders abateu dois aviões Hurricane no dia 31 de Agosto e voltou a ser mencionado na Wehrmachtbericht. O Oberleutnant Victor Mölders, seu irmão mais novo, que havia sido nomeado como Staffelkapitän da 2./JG 51 no dia 11 de Setembro, foi abatido e feito prisioneiro a 7 de Outubro de 1940 por Archie McKellar. Dois aviões Spitfire do Esquadrão N.º 92 da RAF foram abatidos perto Dungeness no dia 20 de Setembro, aumentando o total de vitórias para 40. Mölders foi o primeiro piloto da guerra a chegar à marca das 40 vitórias, sendo condecorado com a Cruz de Cavaleiro da Cruz de Ferro com Folhas de Carvalho no dia 21. Esta condecoração foi entregue no dia 23 por Adolf Hitler na Chancelaria do Reich. Depois da cerimónia, Hermann Göring convidou Mölders para visitar a sua cabana de caça em Rominter Heide.
Mölders regressou à sua unidade no final de Setembro de continuou a abater aeronaves inimigas, alcançando a sua 43ª vitória a 11 de Outubro, ao abater o Spitfire do piloto britânico J. H. T. Pickering, perto de Canterbury. Três caças Hurricane no dia 12 de Outubro aumentaram a sua marca para 51 vitórias, o que fez com que recebesse preferência na lista de militares que aguardavam a promoção para Oberstleutnant. Por esta altura Mölders havia contraído um caso grave de gripe, o que o impediu de voar durante várias semanas; neste período, o seu asa Georg Claus foi morto em combate por céus do Rio Tamisa. No dia 1 de Dezembro, Mölders a sua última vitória de 1940, a sua 55ª, tendo abatido 25 inimigos durante a Batalha de França e 30 na Batalha da Grã-Bretanha.
Mölders e outros militares da JG 53 foram passar férias para descansar e recuperar, em Vorarlberg, antes de voltar a entrar em operações contra a RAF no início de 1941. O seu novo asa a partir de Janeiro de 1941 seria o Oberleutnant Hartmann Grasser. Mölders obteve a sua primeira vitória aérea do ano no dia 10 de Fevereiro; dezasseis dias depois, já havia alcançado a marca de 60 vitórias e atingiu o total de 68 quando a sua Geschwader foi chamada da frente. Na sua ficha constava 238 missões de combate mais 71 voos de reconhecimento; havia entrado em combate aéreo 70 vezes.

### Frente Oriental

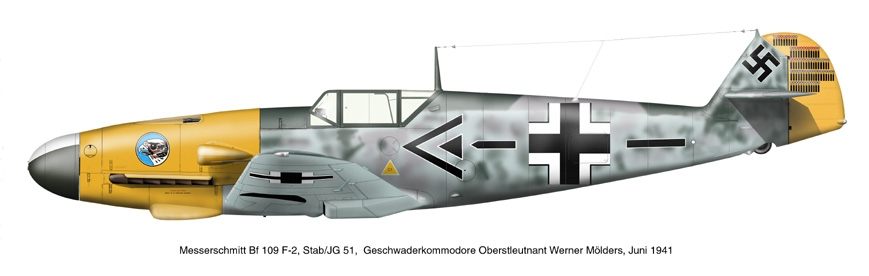
O Messerschmitt Bf 109 F-2 de Werner Mölders, em Junho de 1941

Em junho de 1941, a JG 51 e a maioria da Luftwaffe foram transferidas para a Frente Oriental, em preparação para a Operação Barbarossa, a invasão da União Soviética. No primeiro dia de combate, a 22 de junho de 1941, Mölders abateu três bombardeiros Tupolev SB e um Curtis Hawk, sendo condecorado com a Cruz de Cavaleiro da Cruz de Ferro com Folhas de Carvalho e Espadas. Mölders era apenas um de dois militares a ter esta condecoração; o outro militar, Adolf Galland, Geschwaderkommodore da Jagdgeschwader 26, tinha-a recebido no dia anterior. A condecoração foi entregue por Adolf Hitler no dia 3 de julho de 1941 no Wolfsschanze, um quartel-general em Rastenburg. No dia 30 de Junho, Mölders havia de se tornar o maior às da história da aviação ao abater cinco bombardeiros soviéticos, aumentando o total de vitórias para 82, duas vitórias acima do recorde estabelecido na Primeira Guerra Mundial pelo Barão Vermelho, Manfred von Richthofen.
No dia 12 de julho de 1941, a JG 51 sob a liderança de Mölders reportou que havia destruído mais de 500 aeronaves soviéticas desde o início das hostilidades a 22 de junho, sofrendo apenas três baixas. Nesse dia, a JG 51 também reportou a 1 200ª vitória aérea da guerra, pertencente ao Capitão Leppla. Três dias depois, a 15 de julho de 1941, Mölders alcançou a histórica marca de 100 vitórias aéreas, celebrando com uma acrobacia aérea sob a base onde a sua unidade estava estacionada. No dia seguinte recebeu a notícia de que seria condecorado com a Cruz de Cavaleiro da Cruz de Ferro com Folhas de Carvalho, Espadas e Diamantes. Mölders foi o primeiro militar alemão a receber a condecoração (de um total, no final da guerra, de apenas 27). Os diamantes adicionados à Cruz de Cavaleiro foram introduzidos oficialmente no dia 28 de setembro de 1941, mais de dois meses depois de Mölders receber a condecoração. Mölders é promovido a Coronel no dia 20 de julho de 1941 e proibido de voltar a pilotar em combates aéreos. Rendido do comando da JG 51 pelo Major Friedrich Beckh, foi transferido para o Ministério da Aviação do Reich, uma posição temporária até 6 de agosto de 1941. Mölders foi chamado novamente ao Wolfsschanze, onde recebeu os Diamantes de Adolf Hitler no dia 26 de julho de 1941. A 7 de Agosto, é nomeado Inspector de Caças.

### Alto Comando
Coronel aos 28 anos, Mölders foi nomeado Inspector de Caças, uma posição responsável por decidir a doutrina táctica e operacional da força de caças da Luftwaffe. Regressando à Rússia em setembro de 1941, montou um posto de comando na Base Aérea de Chaplinka, a partir da qual ele pilotava o seu avião pessoal, um Fieseler Fi 156 Storch. Mölders também voou em missões não oficiais, e comandava activamente a sua velha unidade, a JG 51, acções que ocorreram durante largos meses. No dia 9 de agosto de 1941, ele levou Herbert Kaiser numa missão de treino contra uma formação de aeronaves Il-2 Sturmovik. Mölders mostrou a Kaiser como ele deveria abate-los. Kaiser mais tarde disse: "Ele posicionou-se de lado e a alguma distância do último Il-2 da formação composta por seis. Então virou repentinamente e abriu fogo contra o cockpit, a um ângulo de 30 graus. O Il-2 imediatamente começou a arder e despenhou-se. 'Vês como se faz?' ouvi a voz do Coronel Mölders pelo rádio. 'Bem, agora o próximo é teu.' Eu executei a mesma manobra e, com efeito, o seguinte Il-2 caiu em chamas. 'E outravez!' Era como estar num voo de treino. Carreguei no gatilho mais uma vez, e o terceiro Il-2 foi abatido. A lição não havia durado mais de 12 minutos!", Desta forma, Kaiser obteve a sua 23ª e 24ª vitória. Porém, devido a Mölders estar oficialmente proibido de voar em missões de combate, a primeira aeronave soviética nunca foi oficialmente declarada. Nos próximos dois meses em que permaneceu proibido, especula-se que Mölders tenha abatido por volta de 30 aeronaves soviéticas. Pelo menos suas vitórias de Mölders durante este período são relatavas nas memórias e nos livros de voo de colegas aviadores.

### Falecimento

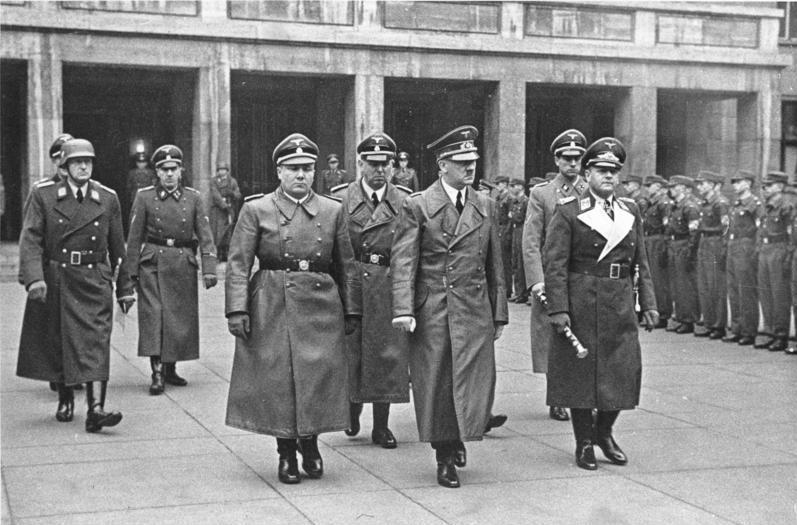
Funeral de Mölders. Pode-se ver na imagem Erhard Milch, Adolf Hitler, Karl Brandt, Julius Schaub e Martin Bormann

No dia 22 de novembro de 1941, Mölders viajava como passageiro num Heinkel He 111 da Kampfgeschwader 27, da Crimeia até à Alemanha, para comparecer no funeral do seu superior, Ernst Udet, que se havia suicidado. Ao tentar aterrar em Breslau durante uma trovoada, a aeronave acidentou-se. Mölders, o piloto Oberleutnant Kolbe e o engenheiro de voo Oberfeldwebel Hobbie pereceram. O Major Wenzel e o operar de rádio Oberfeldwebel Tenz sobreviveram. Wenzel sofreu um braço e uma perna partidas, juntamente com uma concussão, e Tenz um tornozelo partido. As feridas mortais de Mölders incluíam as costas partidas e a caixa torácica esmagada. Uma investigação ao acidente feita na altura e posteriores investigações efectuadas até hoje especulam se Mölders poderia ter sobrevivido ao acidente se tivesse usado o seu cinto de segurança.
Mölders foi honrado com um funeral de estado em Berlim, no dia 28 de novembro de 1941. O seu caixão foi colocado no pátio de honra do Ministério da Aviação do Reich. Na guarda de honra estava Johann Schalk, Günther Lützow, Walter Oesau, Joachim Müncheberg, Adolf Galland, Wolfgang Falck, Herbert Kaminski e Karl-Gottfried Nordmann. Mölders foi enterrado ao lado de Ernst Udet e de Manfred von Richthofen no Cemitério dos Inválidos em Berlim.

## Vida pessoal e carácter
"Ele era um estrategista maravilhoso. A minha admiração por ele não tinha limites. Tinha uma grande inteligência e uma grande personalidade. Foi o homem com os mais elevados princípios que alguma vez conheci."

Günther Rall, piloto da Luftwaffe, o terceiro maior ás da história e Chefe de Estado-maior da Força Aérea Alemã entre 1971 e 1974
Mölders era bem conhecido pela sua força de carácter. Os seus homens tratavam-no pela alcunha "Vati" (Papá), em reconhecimento pela sua atitude paternal e pela preocupação que tinha pelo bem-estar dos seus homens. Era uma pessoa religiosa e devota que exigia que todos os aviadores aliados que fossem capturados pelos seus subordinados, que fossem tratados com respeito e civilidade, e frequentemente convidava pilotos capturados para jantar com ele.
Casou-se com Luise Baldauf, a viúva de um amigo que morreu em serviço, no dia 13 de setembro de 1941. Erich Klawitter, o mentor de infância de Mölders, conduziu a cerimónia religiosa em Königstein im Taunus. As testemunhas do casamento incluíam o Tenente Erwin Fleig e o Tenente-coronel Hartmann Grasser. Do casamento nasceu uma filha póstuma, Verena.
Apesar de ter sido permitido, o casamento não foi aprovado pelas autoridades do reich devido à escolha do padre. Klawitter foi impedido de ser membro do Reichskulturkammer (Câmara da Cultura do Reich) e foi considerado politicamente não confiável em 1936, depois de apregoar no púlpito opiniões políticas onde criticava o estado.

## Legado
A unidade de Werner Mölders, a Jagdgeschwader 51, foi baptizada com o nome "Mölders" em sua honra, no dia 22 de novembro de 1941, apenas horas após o seu falecimento. Os membros da asa usavam um distintivo na sua farda com o nome do antigo comandante. A sua morte, contudo, foi usada não só pelos alemães. Pouco depois do seu falecimento, os britânicos lançaram panfletos pela Alemanha; este panfleto era uma cópia de uma suposta carta escrita por Mölders para o reitor de Schwerin, na qual Mölders expressaria uma forte crença no catolicismo, afirmando que mesmo às portas da morte muitos apoiantes do nacional-socialismo encontravam força e coragem no catolicismo. Esta carta causou alguma agitação no regime nazi. No seu diário, Joseph Goebbels, Ministro da Propaganda do Reich, escreveu que desconfiava que alguém da igreja católica alemã teria escrito, organizado e distribuído o panfleto. Nem recompensas monetárias, nem acções repressivas, conseguiram identificar de onde vinha a carta e como havia sido distribuída.

### Honras no pós-guerra

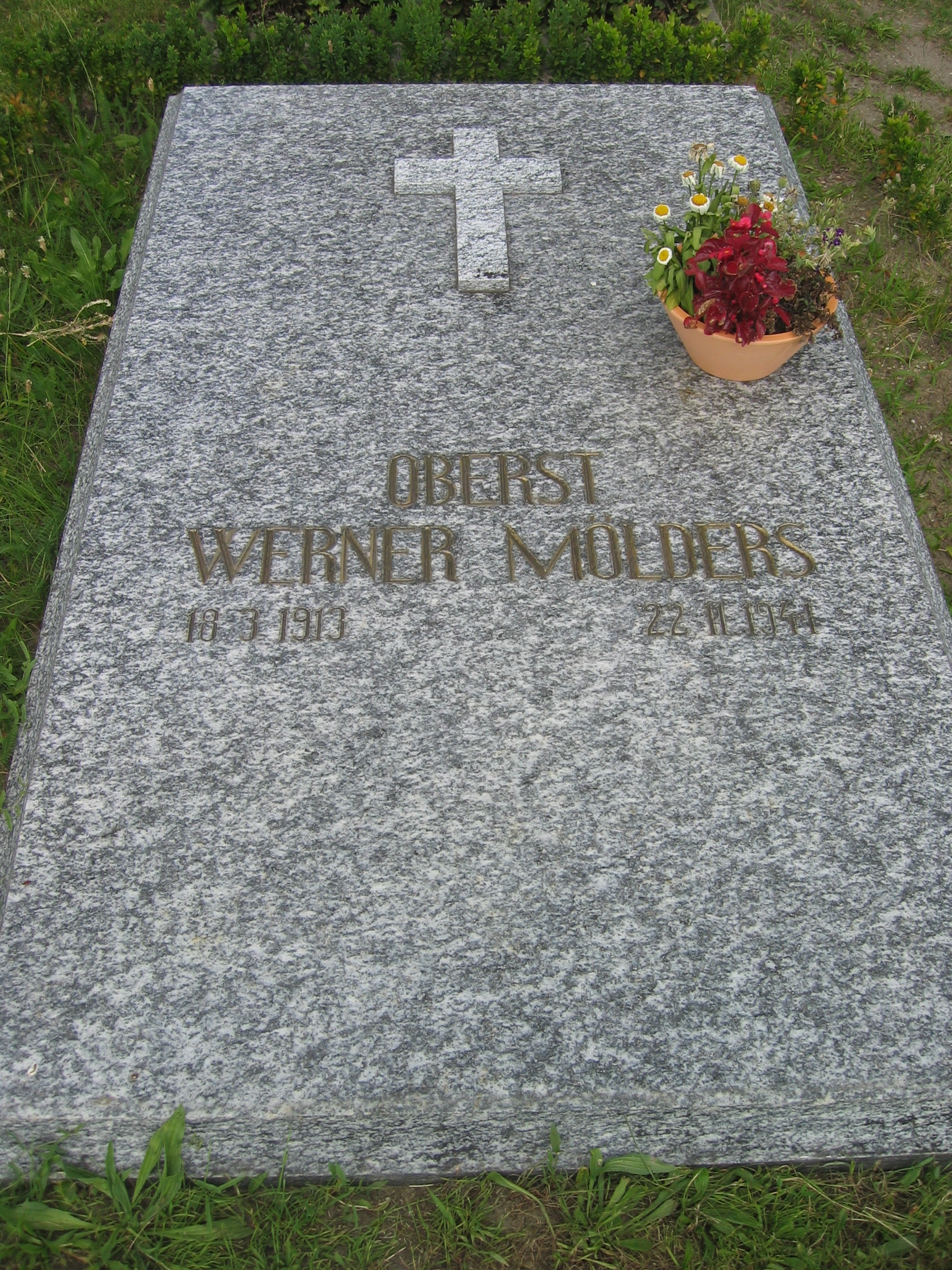
A nova campa de Werner Mölders

O Cemitério dos Inválidos, onde Mölders está enterrado, fica na zona oriental de Berlim e, em 1975, o governo da Alemanha Oriental ordenou uma remodelação e reorganização do cemitério, na qual muitas campas foram destruídas. Contudo, depois da reunificação alemã, a campa de Mölders foi reconstruída a 11 de outubro de 1991 pelo amigo de infância Heribert Rosal. Na cerimónia estiveram presentes muitos convidados alemães e também de outros países, como os Estados Unidos, Reino Unido, Áustria, Espanha e Hungria.
Depois da guerra, no dia 13 de abril de 1968, um contra-torpedeiro da Bundesmarine foi baptizado com o nome Mölders (D186) em Bath, nos Estados Unidos. Esteve em serviço entre 1969 e 2003. Desde 24 de Junho de 2005, é a principal atracção no Museu da Marinha em Wilhelmshaven. No dia 9 de novembro de 1972, a base de um batalhão do 34.º Regimento de Sinalização da Bundeswehr, em Visselhövede, recebeu o nome "Mölders". Mais recentemente, a Jagdgeschwader 74 (JG 74), estacionada em Neuburg an der Donau, recebeu o nome Mölders em 1973, numa cerimónia presidida por Günther Rall.

### Remoção de honras
A carreia militar e o legado de Mölders são um bom exemplo das dificuldades em relacionar o exemplar cumprimento da missão e o heroísmo de um militar da Alemanha Nazi após a desnazificação da Alemanha. Em 1998, em ocasião do 61º aniversário do bombardeamento da cidade espanhola de Guernica durante a Guerra Civil Espanhola, o Parlamento Alemão decidiu que os membros da Legião Condor, sendo Mölders um deles, não deveriam receber qualquer tipo de honra. Em 2005, o Ministro da Defesa da Alemanha decidiu remover o nome Mölders da JG 74. A decisão foi confirmada no dia 11 de Março de 2005 e, às 10h00 do mesmo dia, todos os objectos e símbolos com o nome foram removidos.

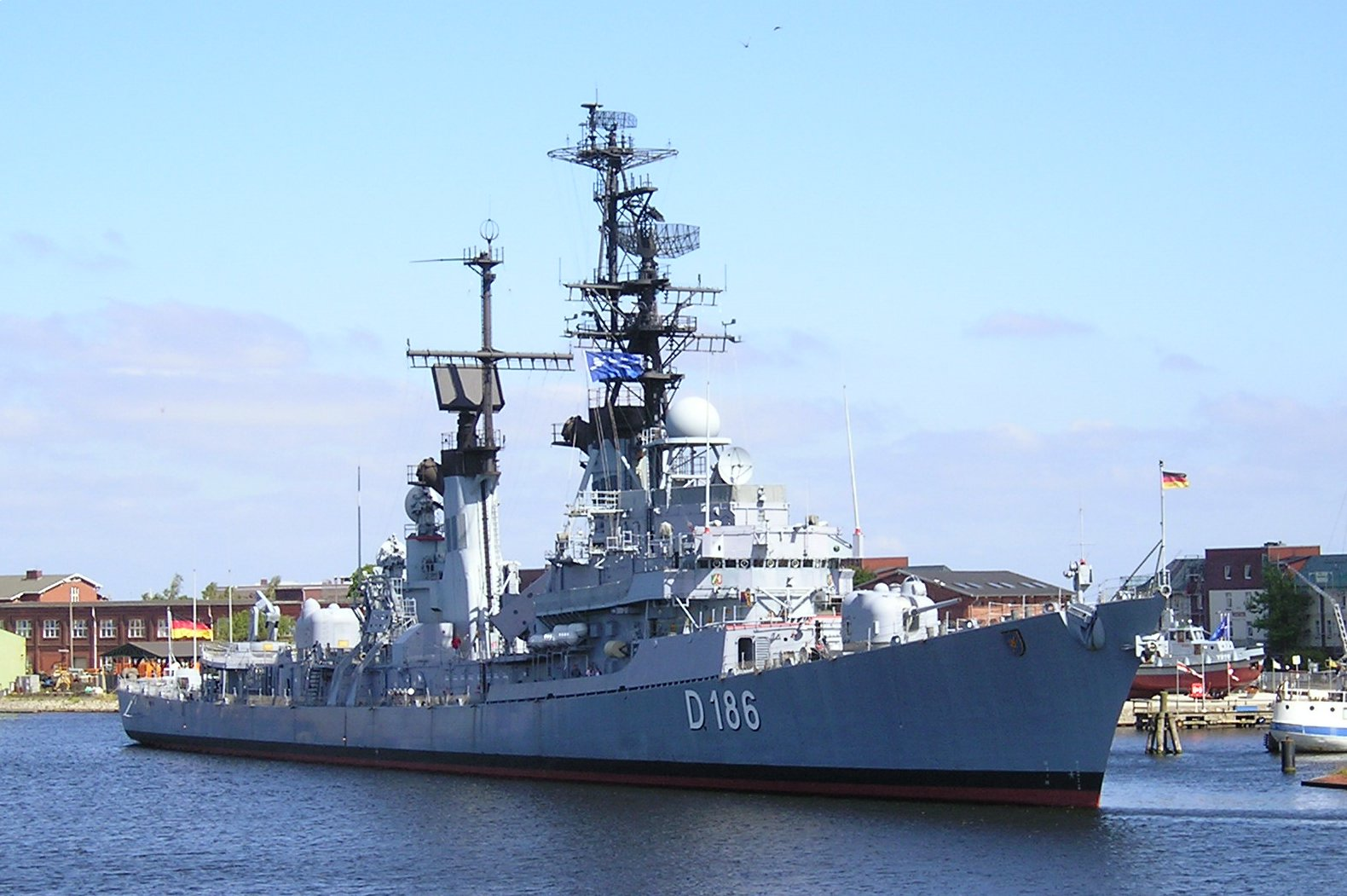
O contra-torpedeiro Mölders (D186)

Os apoiantes de Mölders opuseram-se a esta decisão de estado, alegando que Mölders havia sido destacado para Espanha após o bombardeamento de Guernica. Argumentaram que as suas atitudes políticas eram opostas às do nacional-socialismo, assim como o inequívoco compromisso com o catolicismo. Não só realizou um casamento católico e religioso como pediu que Klawitter, um padre visto pelo Reich com desconfiança, presidisse ao casamento. Além disto, Mölders havia-se juntado a uma organização juvenil católica a 1 de outubro de 1925, sendo líder de 1929 até 1931. O Terceiro Reich via esta organização como uma ameaça: o Völkischer Beobachter, o jornal oficial do partido, reportou no dia 26 de Janeiro de 1938 a organização seria extinta devido à existência de actividades subversivas contra o Reich. Apesar de várias petições de políticos e militares de alta-patente (no activo e na reforma), entre eles Horst Seehofer, Günther Rall e Jörg Kuebart, o Gabinete de História Militar da Bunderwehr apontou para a falta de documentos e provas histórias que pudessem provar que Mölders havia sido um critico do regime, concluindo que até ao dia em que faleceu, segundo os registos históricos, Mölders nunca se distanciou o suficiente do regime. Consequentemente, a decisão de remoção do seu nome permanece até à actualidade.

## Carreira

### Condecorações
- Medalha Militar de Longo Serviço 4ª Classe (2 de outubro de 1936)[73]
- Medalla de la Campaña (4 de maio de 1939)[15]
- Medalha Militar (4 de maio de 1939)[15]
- Cruz Espanhola em Ouro com Espadas e Diamantes (6 de junho de 1939)[15]
- Distintivo de Voo do Fronte da Luftwaffe em Ouro e Diamantes[74]
- Distintivo de Ferido em Preto[74]
- Distintivo de Piloto/Observador em Ouro com Diamantes (agosto de 1940)[1]
- Cruz de Ferro (1939)
  - 2ª classe (20 de setembro de 1939)[15][Notas 3]
  - 1ª classe (2 de abril de 1940)[15][Notas 4]
- Cruz de Cavaleiro da Cruz de Ferro (29 de maio de 1940) como Hauptmann e Gruppenkommandeur do III./Jagdgeschwader 53[76][77][78]
  - 2ª Folhas de Carvalho (21 de setembro de 1940) como Major e Geschwaderkommodore da Jagdgeschwader 51[76][79][80]
  - 2ª Espadas (22 de junho de 1941) como Oberstleutnant e Geschwaderkommodore da Jagdgeschwader 51[76][81][82]
  - 1ª Diamantes (15 de julho de 1941) como Oberst e Geschwaderkommodore da Jagdgeschwader 51[83][84][Notas 5]
- Mencionado onze vezes no Wehrmachtbericht

### Promoções
- 1 de outubro de 1931 – Fahnenjunker-Gefreiter[3]
- 1 de abril de 1932 – Fahnenjunker-Unteroffizier[3]
- 1 de junho de 1933 – Fähnrich (cadete da aviação)[3]
- 1 de fevereiro de 1934 – Oberfähnrich (sargento)[3]
- 1 de março de 1935 – Leutnant (segundo-tenente)[85]
- 20 de abril de 1936 – Oberleutnant (primeiro-tenente)[85]
- 18 de outubro de 1936 – Hauptmann (capitão)[85]
- 19 de julho de 1940 – Major[1]
- 25 de outubro de 1940 – Oberstleutnant (tenente-coronel)[1]
- 20 de julho de 1941 – Oberst (Coronel)[52]